# Australian Ice Hockey League 2005
Die Saison 2005 war die fünfte Spielzeit der Australian Ice Hockey League, der höchsten australischen Eishockeyspielklasse. Meister wurden zum zweiten Mal in der Vereinsgeschichte die Newcastle North Stars.

## Modus
In der Regulären Saison absolvierte jede der acht Mannschaften insgesamt 26 Spiele. Die vier bestplatzierten Mannschaften qualifizierten sich für die Playoffs, in denen der Meister ausgespielt wurde. Für einen Sieg nach regulärer Spielzeit erhielt jede Mannschaft drei Punkte, für einen Sieg nach Overtime zwei Punkte, für ein Unentschieden und eine Niederlage nach Overtime einen Punkt und für eine Niederlage nach der regulären Spielzeit null Punkte.

## Reguläre Saison

### Tabelle
|    | Klub                  | Sp | S  | OTS | U | OTN | N  | Tore    | Punkte |
| -- | --------------------- | -- | -- | --- | - | --- | -- | ------- | ------ |
| 1. | Adelaide Avalanche    | 26 | 19 | 0   | 1 | 2   | 4  | 123:074 | 60     |
| 2. | Newcastle North Stars | 26 | 14 | 1   | 2 | 4   | 5  | 121:080 | 50     |
| 3. | West Sydney Ice Dogs  | 26 | 11 | 2   | 1 | 2   | 10 | 105:110 | 40     |
| 4. | Sydney Bears          | 26 | 11 | 2   | 0 | 1   | 12 | 096:100 | 38     |
| 5. | Canberra Knights      | 26 | 11 | 0   | 2 | 0   | 13 | 096:102 | 35     |
| 6. | Melbourne Ice         | 26 | 9  | 2   | 0 | 2   | 13 | 100:096 | 33     |
| 7. | Brisbane Blue Tongues | 26 | 8  | 4   | 1 | 0   | 13 | 104:104 | 33     |
| 8. | Central Coast Rhinos  | 26 | 4  | 2   | 1 | 2   | 17 | 067:148 | 19     |

Sp = Spiele, S = Siege, U = Unentschieden, N = Niederlagen, OTS = Overtime-Siege, OTN = Overtime-Niederlage, SOS = Penalty-Siege, SON = Penalty-Niederlage

## Playoffs

### Halbfinale
- Adelaide Avalanche – Sydney Bears 6:3
- Newcastle North Stars – West Sydney Ice Dogs 5:2

### Finale
- Adelaide Avalanche – Newcastle North Stars 1:3